# Arsenocrandal·lita
L'arsenocrandal·lita és un mineral de la classe dels arsenats. Va ser anomenada així per Kurt Walenta l'any 1981 en al·lusió a la seva composició química, sent l'arsenat anàleg de la crandal·lita.

## Característiques
L'arsenocrandal·lita és un arsenat d'alumini i calci de fórmula química CaAl₃(AsO₄)(AsO₃OH)(OH)₆. Pertany al grup de la dussertita, el qual pertany a la vegada al supergrup de l'alunita. És anàleg amb arsènic de la crandal·lita. Cristal·litza en el sistema trigonal formant agregats esferulítics de 0,1 mil·límetres, en crostes reniformes. La seva duresa a l'escala de Mohs és 5,5.
Segons la classificació de Nickel-Strunz, l'arsenocrandal·lita pertany a «08.BL: Fosfats, etc. amb anions addicionals, sense H₂O, amb cations de mida mitjana i gran, (OH, etc.):RO₄ = 3:1» juntament amb els següents minerals: beudantita, corkita, hidalgoïta, hinsdalita, kemmlitzita, svanbergita, woodhouseïta, gallobeudantita, arsenogoyazita, arsenogorceixita, benauita, crandal·lita, dussertita, eylettersita, gorceixita, goyazita, kintoreïta, philipsbornita, plumbogummita, segnitita, springcreekita, arsenoflorencita-(Ce), arsenoflorencita-(Nd), arsenoflorencita-(La), florencita-(Ce), florencita-(La), florencita-(Nd), waylandita, zaïrita, arsenowaylandita, graulichita-(Ce), florencita-(Sm), viitaniemiïta i pattersonita.

## Formació i jaciments
És un mineral secundari que es troba a les escombreres de les mines. Sol trobar-se associada a altres minerals com: brochantita, calcofil·lita, parnauïta, farmacosiderita, bulachita, arseniosiderita, mansfieldita, tetraedrita-tennantita, atzurita, malaquita, barita, goethita, quars, arsenogoyazita, beudantita o olivenita. La seva localitat tipus es troba a Neubulach, a Calw (Selva Negra, Baden-Württemberg, Alemanya).